# Lyssomanes
Lyssomanes este un gen de păianjeni din familia Salticidae.

## Specii[1]
- Lyssomanes adisi
- Lyssomanes amazonicus
- Lyssomanes anchicaya
- Lyssomanes antillanus
- Lyssomanes austerus
- Lyssomanes belgranoi
- Lyssomanes benderi
- Lyssomanes bitaeniatus
- Lyssomanes blandus
- Lyssomanes boraceia
- Lyssomanes bryantae
- Lyssomanes burrera
- Lyssomanes camacanensis
- Lyssomanes ceplaci
- Lyssomanes consimilis
- Lyssomanes convexus
- Lyssomanes deinognathus
- Lyssomanes devotoi
- Lyssomanes dissimilis
- Lyssomanes diversus
- Lyssomanes eatoni
- Lyssomanes ecuadoricus
- Lyssomanes elegans
- Lyssomanes elongatus
- Lyssomanes euriensis
- Lyssomanes flagellum
- Lyssomanes fossor
- Lyssomanes hieroglyphicus
- Lyssomanes ipanemae
- Lyssomanes janauari
- Lyssomanes jemineus
- Lyssomanes jucari
- Lyssomanes lancetillae
- Lyssomanes lehtineni
- Lyssomanes leucomelas
- Lyssomanes limpidus
- Lyssomanes longipes
- Lyssomanes malinche
- Lyssomanes mandibulatus
- Lyssomanes michae
- Lyssomanes miniaceus
- Lyssomanes minor
- Lyssomanes nigrofimbriatus
- Lyssomanes nigropictus
- Lyssomanes onkonensis
- Lyssomanes parallelus
- Lyssomanes paravelox
- Lyssomanes parki
- Lyssomanes patens
- Lyssomanes pauper
- Lyssomanes penicillatus
- Lyssomanes peruensis
- Lyssomanes pescadero
- Lyssomanes pichilingue
- Lyssomanes placidus
- Lyssomanes portoricensis
- Lyssomanes protarsalis
- Lyssomanes quadrinotatus
- Lyssomanes reductus
- Lyssomanes remotus
- Lyssomanes robustus
- Lyssomanes romani
- Lyssomanes santarem
- Lyssomanes spiralis
- Lyssomanes sylvicola
- Lyssomanes taczanowskii
- Lyssomanes tapirapensis
- Lyssomanes tapuiramae
- Lyssomanes tarmae
- Lyssomanes temperatus
- Lyssomanes tenuis
- Lyssomanes trinidadus
- Lyssomanes tristis
- Lyssomanes unicolor
- Lyssomanes waorani
- Lyssomanes velox
- Lyssomanes vinocurae
- Lyssomanes viridis
- Lyssomanes yacui